# Das Geschenk der Weisen
Das Geschenk der Weisen (im Original The Gift of the Magi, als dt. Ausgabe auch Die Gabe der Weisen) ist eine Kurzgeschichte von O. Henry, die erstmals am 10. Dezember 1905 in der Sonntagsbeilage im New York Sunday World Magazine, der damals größten Zeitung der USA, unter dem Titel Gifts of the Magi erschienen ist. Die Geschichte, die im April 1906 unter dem heute gängigen Titel unverändert in O. Henrys Short-Story-Sammlung The Four Million aufgenommen wurde, zählt zu den erfolgreichsten Kurzgeschichten dieses Autors und wurde vielfach anthologisiert sowie in zahlreiche Sprachen übersetzt.
In der Erzählung geht es um ein junges Ehepaar mit wenig Geld, das sich gegenseitig mit einem Weihnachtsgeschenk überrascht. Die sentimentale Geschichte mit ihrer Moral über das Beschenken wird gern adaptiert, besonders für Aufführungen während der Weihnachtszeit. Die Handlung und ihre überraschende Wendung sind sehr bekannt und werden gelegentlich parodiert. In verschiedenen Anekdoten zur Entstehung der Geschichte heißt es, O. Henry habe die Geschichte unmittelbar vor dem Erstabdruck unter Zeitdruck in größter Eile geschrieben.

## Handlung
James [Jim] Dillingham Young und seine Frau Della sind ein junges Ehepaar, das zwar sehr verliebt ist, sich jedoch kaum die kleine Wohnung leisten kann, in der es haust. Zu Weihnachten jedoch beschließt Della, ihrem Mann eine 21 Dollar teure Kette für seine kostbare Taschenuhr, ein Erbstück, zu schenken. Um diese Summe aufzubringen, lässt sie ihr knielanges, schönes Haar abschneiden und verkauft es als Material für Perücken. In der Zwischenzeit beschließt Jim, seine wertvolle Uhr zu verkaufen, um Della ein juwelenverziertes Kamm-Set aus Schildpatt zu schenken für ihr wunderbares Haar. Ungeachtet der Enttäuschung darüber, dass sie das Geschenk des jeweils anderen nicht mehr gebrauchen können, sind beide von ihrem Geschenk angetan als Ausdruck ihrer Liebe füreinander.
Die Geschichte endet damit, dass der Erzähler die gegenseitigen Opfergaben des Ehepaares mit  denen der Weisen aus dem Morgenland vergleicht:

„Die Weisen waren, wie ihr wisst, weise Männer – wunderbar weise Männer –, die dem Kind in der Krippe Geschenke brachten. Sie haben die Kunst erfunden, Weihnachtsgeschenke zu machen. Da sie weise waren, waren natürlich auch ihre Geschenke weise und hatten vielleicht den Vorzug, umgetauscht werden zu können, falls es Dubletten gab. Und hier habe ich euch nun schlecht und recht die ereignislose Geschichte von zwei törichten Kindern in einer möblierten Wohnung erzählt, die höchst unweise die größten Schätze ihres Hauses füreinander opferten. Doch mit einem letzten Wort sei den heutigen Weisen gesagt, dass diese beiden die weisesten aller Schenkenden waren. Von allen, die Geschenke geben und empfangen, sind sie die weisesten. Überall sind sie die weisesten. Sie sind die wahren Weisen.“

## Erzählstruktur und sprachliche Mittel
In der erzähltechnischen Struktur der Geschichte lassen sich zwei voneinander getrennte Ebenen unterscheiden. Die Ebene der Fabel und des Erzählten an sich ist in der Umgebung eines ärmlichen Apartments angesiedelt; in zwei längeren Szenen und einem kurzen Zwischenstück spielt sich vor diesem Hintergrund die eigentliche Geschichte um Della und Jim ab. Davon abgehoben wird eine zweite Ebene des Erzählens aufgebaut. Der die Fabel präsentierende und kommentierende Erzähler versucht hier eine Kommunikation mit dem Leser herzustellen, der von ihm mehrfach angesprochen wird. Der Erzähler zeigt sich dabei von Anfang an als wortgewandte, urbane Gestalt, die weit über der Welt steht, die er dem Leser mit seiner Erzählung offenbart. Dennoch zeigt er Mitgefühl für seine Erzählfiguren; am Ende bezeichnet er sie beispielsweise als „törichte Kinder“ („foolish children“). Durch das mehrfache Ansprechen wird der Leser dem Niveau des Erzählers zugeordnet; damit wird ihm dieselbe wohlwollende Distanz zum Erzählten ermöglicht. Das Ethos der Kurzgeschichte wird durch den auktorialen Schlusskommentar des Erzählers ausdrücklich hervorgehoben; so entstehen für den Leser von vornherein keinerlei Zweifel an der abschließenden Sinndeutung der Fabel.
Das sprachliche Material der Erzählung wird von O. Henry ebenso strukturbildend in die Bildfelder des „Ärmlichen“, des „Niedlich-Zierlichen“, des „trügerischen Scheins“ und des „Biblisch-Morgenländischen“ gegliedert. Die Beschreibung des Handlungshintergrunds erfolgt mit normalsprachlichen, schmucklosen Worten, die nur durch variierende Wiederholung literarisch überhöht werden. Als Della trübselig aus dem Fenster schaut, blickt sie hinaus auf „eine graue Katze, die auf einem grauen Zaun in einem grauen Hinterhof“ spaziert („a gray cat walking a gray fence in a gray backyard“). Das an dieser Stelle aufgebaute Bildfeld des Ärmlichen durchzieht die gesamte Geschichte in immer neuen Details wie dem abgetretenen Teppich, der alten braunen Jacke oder dem alten braunen Hut („worn red carpet“, „old brown jacket“, „old brown hat“). Della bewegt sich in dieser tristen Welt auf possierliche Art und Weise; so wird sie beispielsweise an einer Stelle mit einem Kätzchen verglichen („leaped up like a little cat“). Durch die bildhafte Verknüpfung des Ärmlichen mit dem Niedlich-Zierlichen wird Stellas Welt allen Entbehrungen zum Trotz zugleich zur Idylle aufgewertet.
Dagegen wird das sozio-ökonomische Umfeld, in dem Della und Jim sich bewegen, satirisch gezeichnet. In dieser Welt, in der Jim seinen Namen auf dem Türschild als „Mr. James Dillingham Young“ angibt, wird die Bettelei in elaborierter Wortwahl als mendicancy beschrieben. O. Henry greift dabei auf Mittel des komischen Epos zurück, dessen Wirkung vor allem aus der Diskrepanz zwischen trivialem Gegenstand und stilistisch überhöhter Bezeichnung entsteht. Durch den Rückzug aus dieser Welt eines trügerischen Scheins in die des schlichten trauten Heimes wird das Ende der Kurzgeschichte gleichzeitig zum moralischen Sieg.
Auffällig sind darüber hinaus die verschiedenen Anklänge auf das Biblisch-Morgenländische nicht nur im Titel der Geschichte. Die Perückenmacherin, der Della ihre Haare verkauft, heißt Sofronie; die Königin von Saba und König Salomo werden von dem Erzähler in hypothetischen Vergleichssätzen namentlich erwähnt. O. Henry untermalt damit nicht nur das Weihnachtliche der Erzählung, sondern nutzt diese Anspielungen als ein Kontrastmittel, um so die Wertung des Erzählers am Ende vorzubereiten. So geht es in der Geschichte der Königin von Saba gleichermaßen um das Motiv des Schenkens und die Frage der Weisheit. Die Königin hat von Salomons sprichwörtlicher Weisheit gehört und sucht diesen an seinem Hof in Jerusalem auf, um seine Klugheit zu überprüfen. Überwältigt von dem, was sie sieht, überhäuft sie ihn mit wertvollen Gaben, um ihm Anerkennung zu zollen.
Della kann ebenso auf die alt-testamentarische Figur der Delila aus dem Buch der Richter bezogen werden. Während, pointiert ausgedrückt, Delila als Prostituierte ihre Verführungskünste dazu einsetzt, Simson sein Haar und seine Männlichkeit zu nehmen, opfert Della im Gegensatz dazu ihre Haare und damit einen Teil ihrer Anziehungskraft als Frau, um ihrer Liebe zu Jim durch ein kostbares Geschenk Ausdruck zu verleihen. Dafür findet sie in O. Henrys Geschichte Entschädigung im häuslichen Glück, das natürlich mehr bedeutet als alle materiellen Werte in der äußeren, als Scheinwelt entlarvten Realität.

## Entstehungsgeschichte
O. Henry hatte seit 1903 eine vertragliche Vereinbarung mit dem New York Sunday World Magazine, der ihn zu der Lieferung einer Kurzgeschichte pro Woche jeweils für ein Honorar von einhundert Dollar verpflichtete. Dieser in den Augen der Öffentlichkeit traumhafte Vertrag war für O. Henry selber aufgrund des Zeitdrucks jedoch oftmals alptraumhaft, wie seine Biografen berichten.
Angeblich hat O. Henry The Gift of the Magi in größter Eile geschrieben. So heißt es in einer der Anekdoten zur Entstehung dieser Kurzgeschichte, die Redaktion der World habe einen Freund des Schriftstellers beauftragt, das Manuskript abzuholen, da der Drucktermin für die Weihnachtsausgabe unmittelbar bevorstand. Als dieser Freund in der Wohnung O. Henrys erschien, soll der Autor noch kein einziges Wort zu Papier gebracht haben. Er habe seinen Freund eingeladen, auf dem Sofa ein Nickerchen zu machen. In nicht einmal zwei Stunden habe er dann die Geschichte in so abgerundeter Form verfasst, dass sie auch für die erneute Publikation in Buchform ein halbes Jahr später nicht mehr überarbeitet werden musste.
Nach anderen Berichten hat O. Henry die Geschichte dagegen in Pete’s Tavern am Irving Place in New York City geschrieben. Darstellungen wie diese stehen im Einklang mit dem Ruf O. Henrys, in der Tradition der reisenden Geschichtenerzähler zu stehen und stets mit sicherem Griff das richtige Wort oder eine treffende Pointe zu finden.
Als mögliche Quelle für die Figuren und die Motive des Haar- und Uhrenverkaufs in The Gift of the Magi wird in der literaturwissenschaftlichen Forschung teilweise die Kurzgeschichte Dulvina des wenig bekannten französischen Autors Emile Chevalet genannt. Ob O. Henry diese Geschichte tatsächlich gekannt hat und seine Erzählung sich auf Chevalet zurückführen lässt, konnte allerdings bislang nicht mit letzter Sicherheit geklärt werden.

## Rezeptionsgeschichte
In der Literaturkritik wird diese Kurzgeschichte O. Henrys sogar von seinen schärfsten Kritikern, die ansonsten kaum ein Wort des Lobes für seine auf den Massengeschmack ausgerichteten short stories finden, ausdrücklich aus der negativen Wertung ausgenommen.
Gerühmt wird vor allem die erzähltechnische Brillanz der Geschichte und der „besondere Reiz des Schlusses“ mit der „doppelten Verknüpfung von Opfer und Geschenk“. Die Gestaltung der Schlussszene mit ihrer „zweifachen Abfolge von Spannungserzeugung, Steigerung der Spannung und überraschender Auflösung“ wird darüber hinaus als eine „Meisterleistung der Leserlenkung“ angesehen, die O. Henrys Ruf als „Zauberkünstler der Doppelpointe“ bestätigt.
Manfred Durzak hebt insbesondere die „erzählerische Ökonomie“ dieser short story hervor, die maßgeblich zum Gelingen der Pointe beiträgt, da der Leser in entscheidenden Momenten auf die Perspektive Dellas beschränkt bleibt. Ihm zufolge liefert The Gift of the Magi ebenfalls eine wichtige literarische Vorlage für die 1946 entstandene Kurzgeschichte Die drei dunklen Könige von Wolfgang Borchert, die bereits im Titel auf O. Henry verweist und eine zeitgeschichtlich ähnliche Situation gestaltet. Borcherts Geschichte, die anders als bei O. Henry nicht für ein breites, Zerstreuung suchendes  Massenpublikum geschrieben ist, wird allerdings straffer erzählt und ist in der Akzentuierung des Ethos deutlich zurückhaltender. Zudem ist Borcherts Erzählung in ihren symbolisch-metaphorischen Anspielungen wesentlich stärker auf eine Variation des christlichen Situationsmusters des Weihnachtsabends konzentriert.

## Deutsche Ausgaben in Buchform (Auswahl)
- Übersetzt und illustriert von Eva-Maria Altemöller, veröffentlicht unter dem Titel Die Gabe der Weisen: die schönste Liebesgeschichte der Welt.: Pattloch Verlag, München 2006, ISBN  978-3-629-10153-2. pdf

- Übersetzt von Theo Schumacher, illustriert von Lisbeth Zwerger: dtv junior, München, 18. Auflage 2009, ISBN 978-3-423-70338-3.

- Übersetzt von Werner Thuswaldner, illustriert von Sonja Danowski: minedition, Bargteheide, 1. Auflage 2013, ISBN 978-3-86566-174-6.
- Übersetzt von Eva Demski, illustriert von Ulrike Möltgen: Insel Verlag/Suhrkamp Verlag, Berlin 2018, ISBN 978-3-458-19453-8.
- Übersetzt von Theo Schumacher, illustriert von Lisbeth Zwerger: dtv junior, München, 3. Auflage 1991, ISBN 3-423-79030-X.

## Adaptionen
O. Henrys Kurzgeschichte lieferte die literarische Vorlage für zahlreiche filmische Adaptionen, so etwa 1952 als Teil des Episodenfilms Fünf Perlen (im Original O. Henry's Full House) nach fünf Kurzgeschichten O. Henrys.  Weitere Verfilmungen von The Gift of the Magi erschienen unter einem gleichnamigen Titel beispielsweise 1958 als 85-minütige Musical-Verfilmung von George Schaefer oder 2001 als 20-minütiger Kurzfilm von Bert van Bork sowie 2014 als 16-minütige Verfilmung von Ismene Daskarolis, um nur einige zu nennen.
Motivische Anlehnungen an die Kurzgeschichte mit ihrer Doppelpointe finden sich darüber hinaus in zahllosen Kino- und Fernsehfilmen, unter anderem als Episoden bestimmter Serien, zum Teil auch in Zeichentrick-Fassung wie etwa in Mickys fröhliche Weihnachten oder auch 1978 im Ernie-und-Bert-Segment des Sesamstraßen-Weihnachts-Specials Weihnachten in der Sesamstraße (Christmas Eve on Sesame Street).
Eine Vertonung als Weihnachtsoper von David Conte wurde im Jahre 1997 am San Francisco Conservatory of Music uraufgeführt; die deutsche Premiere dieser Kammeroper fand im Dezember 2010 am Englischen Theater Berlin statt.

## Sekundärliteratur
- Claus Gadau: O. Henry: “The Gift of the Magi”. In: Klaus Lubbers (Hrsg.): Die englische und amerikanische Kurzgeschichte. Wissenschaftliche Buchgesellschaft Darmstadt 1990, ISBN 3-534-05386-9, S. 100–109.